# Pasărea liră a lui Albert
Pasărea liră a lui Albert (Menura alberti) este o specie de pasăre paseriformă insectivoră terestră din familia Menuridae, cu o lungime de 86–94 cm cm, întâlnită în pădurile și tufișurile umede din sud-estul Australiei, denumită după forma cozii masculului care are aspectul unei lire, când este înfoiată. A fost introdusă și în Tasmania. Pasărea liră a lui Albert este mai mică decât pasărea liră și are penajul predominant castaniu.